# Closes de l'Albert, d'en Massot i de Mornau
Les closes de l'Albert i d'en Massot i les closes o estany de Mornau són tres zones contigües, de desigual extensió, amb herbassars humits i prats inundables. L'estany de Mornau ocupa una superfície d'aproximadament 26 Ha i es localitza entre la riera de Pedret i el rec Madral, al municipi de Castelló d'Empúries.
Les closes són un sistema de conservació de sòls i aigües, amb un aprofitament agropastoral. L'estructura tradicional d'una closa és un prat de dall o pastura, tancat per arbres essencialment de fulla caduca i amb un sistema de drenatges que permeten l'escolament de l'aigua, la inundació de la closa i la rentada de sals. Ocupen zones d'aiguamolls dessecats al segle xviii i es caracteritzen per tenir nivells freàtics elevats, sòls mal drenats i sovint salins o salino-sòdics. Aquests espais constitueixen una unitat ecològica molt destacable en el conjunt del Parc Natural dels Aiguamolls de l'Empordà.
Els herbassars humits són un hàbitat de gran interès florístic on destaquen espècies com la poligonàcia Polygonum amphibium i algunes orquídies com Orchis laxiflora.
Referent als hàbitats d'interès comunitari, es troben a l'espai prats de dall de terra baixa (Arrhenatherion) (codi 6510), bosquines i matollars meridionals de rambles, rieres i llocs humits (Nerio-Tamaricetea) (codi 92D0) i matollars halòfils mediterranis i termoatlàntics (Sarcocornetea fruticosae) (codi 1420).
Pel que fa a la fauna, totes aquestes closes són una zona important per a l'alimentació de limícoles i ardèids. Tanmateix, s'hi detecta una certa problemàtica derivada de la caça furtiva. Aquesta zona humida ha estat adquirida parcialment per l'administració pública.
L'espai presenta diverses figures de protecció. Forma part del Parc Natural dels Aiguamolls de l'Empordà i s'inclou també dins l'espai del PEINi la Xarxa Natura 2000 ES0000019 "Aiguamolls de l'Empordà". A més presenta una quarta figura de protecció, la Reserva Natural Integral de "Els Estanys".